# Awkwafina

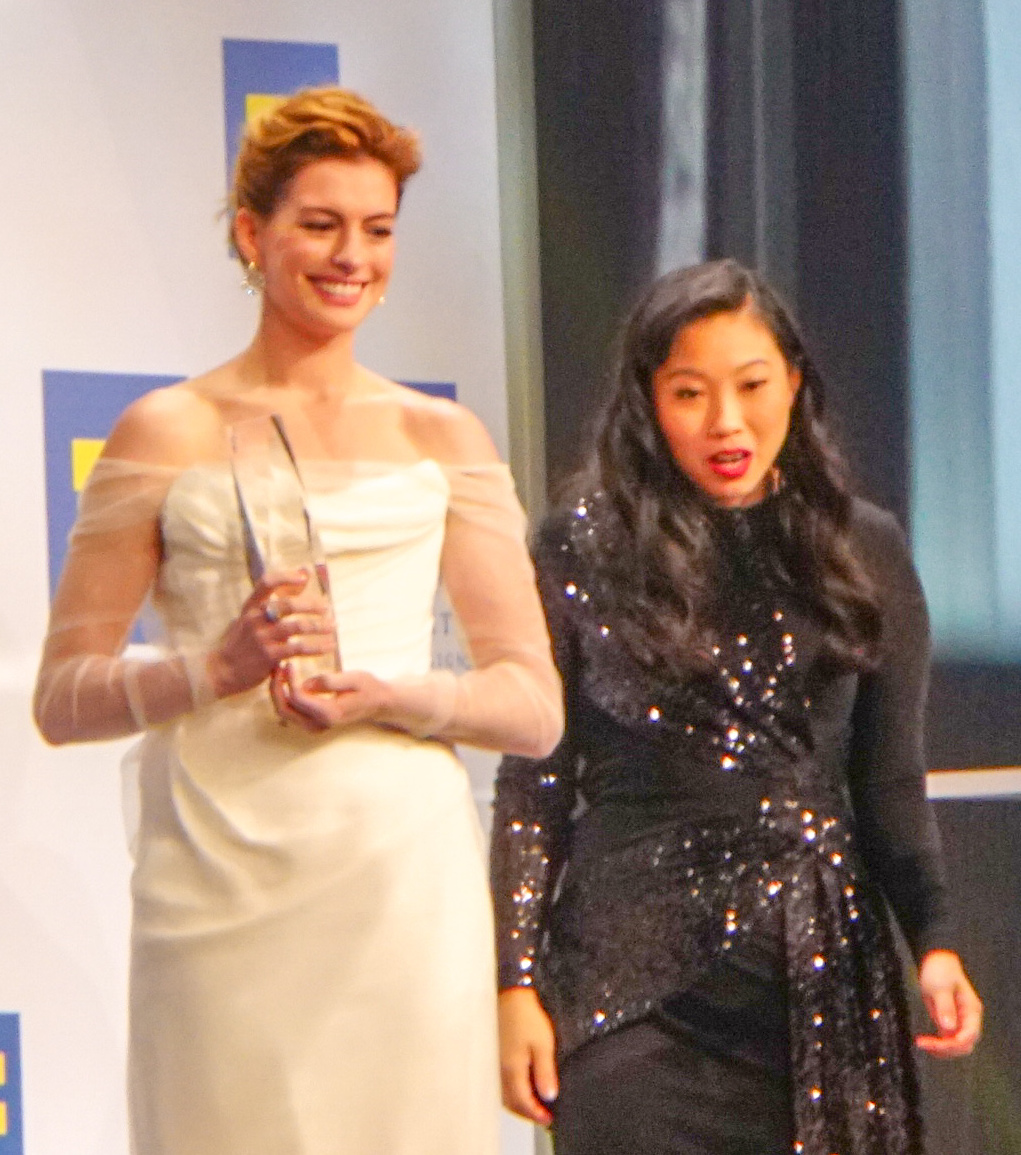
Anne Hathaway i Awkwafina (2018)

Awkwafina, właśc. Nora Lum (ur. 2 czerwca 1988 w Nowym Jorku) – amerykańska aktorka i raperka pochodzenia chińsko-koreańskiego. Nagrodzona Złotym Globem za rolę w filmie Kłamstewko.

## Filmografia

### Filmy
| Rok  | Tytuł                                     | Rola             | Reżyser                          | Uwagi |
| ---- | ----------------------------------------- | ---------------- | -------------------------------- | ----- |
| 2016 | Sąsiedzi 2                                | Christine        | Nicholas Stoller                 |       |
| 2016 | Bociany                                   | Quail (głos)     | Nicholas Stoller Doug Sweetland  |       |
| 2018 | Ziomalki                                  | Rebecca          | Olivia Milch                     |       |
| 2018 | Ocean’s 8                                 | Constance        | Gary Ross                        |       |
| 2018 | Bajecznie bogaci Azjaci                   | Goh Peik Lin     | Jon M. Chu                       |       |
| 2019 | Kłamstewko                                | Billi Wang       | Lulu Wang                        |       |
| 2019 | Rajskie wzgórza                           | Yu               | Alice Waddington                 |       |
| 2019 | Angry Birds Film 2                        | Courtney (głos)  | Thurop Van Orman                 |       |
| 2019 | Between Two Ferns: The Movie              | ona sama         | Scott Aukerman                   |       |
| 2019 | Jumanji: Następny poziom                  | Ming Fleetfoot   | Jake Kasdan                      |       |
| 2020 | SpongeBob Film: Na ratunek                | Otto (głos)      | Tim Hill                         |       |
| 2021 | Skandal w hrabstwie Yuba                  | Kavi             | Tate Taylor                      |       |
| 2021 | Raya i ostatni smok                       | Sisu (głos)      | Donald Hall Carlos López Estrada |       |
| 2021 | Shang-Chi i legenda dziesięciu pierścieni | Katy             | Destin Daniel Cretton            |       |
| 2021 | Łabędzi śpiew                             | Kate             | Benjamin Cleary                  |       |
| 2022 | Pan Wilk i spółka. Bad Guys               | Tarantula (głos) | Pierre Perifel                   |       |
| 2023 | Renfield                                  | Rebecca Quincy   | Chris McKay                      |       |
| 2023 | Mała Syrenka                              | Scuttle (głos)   | Rob Marshall                     |       |
| 2023 | Quiz Lady                                 | Anne             | Jessica Yu                       |       |
| 2023 | Wyfrunięci (Migration)                    | Chump (głos)     | Benjamin Renner Guylo Homsy      |       |
| 2024 | Kung Fu Panda 4                           | Zhen (głos)      | Mike Mitchell                    |       |
| 2024 | Istoty fantastyczne (IF)                  | Bubble (głos)    | John Krasinski                   |       |
| 2024 | Loteria! (Jackpot!)                       | Katie            | Paul Feig                        |       |
| 2025 | Pan Wilk i spółka 2                       | Tarantula (głos) | Pierre Perifel                   |       |

### Telewizja
| Rok     | Tytuł                         | Rola                      | Uwagi    |
| ------- | ----------------------------- | ------------------------- | -------- |
| 2015    | Zwyczajny serial              | Apple (głos)              | 1 odc.   |
| 2016    | Mary + Jane                   | Gina                      | 1 odc.   |
| 2017    | Future Man                    | Woman at Video Game Store | 3 odc.   |
| 2018    | Zwierzęta                     | Annie (głos)              | 1 odc.   |
| 2019    | Weird City                    | Charlotta                 | 1 odc.   |
| 2019    | Simpsonowie                   | Carmen / dr Chang (głos)  | 2 odc.   |
| 2019    | Tuca i Bertie                 | Bertie's Left Boob (głos) | 1 odc.   |
| 2019    | Ciemny kryształ: Czas buntu   | The Collector (głos)      | 7 odc.   |
| od 2020 | Awkwafina Is Nora from Queens | Nora                      | gł. rola |
| 2025    | Czarne lustro                 | Kimmy                     | 1 odc.   |
| 2025    | Poker Face                    | Maddie Saint Marie        | 1 odc.   |